# Metalmania (Pologne)
Pour les articles homonymes, voir Metalmania.
Metalmania est un festival polonais de heavy metal organisé annuellement dans le complexe de Spodek, à Katowice.

## Histoire
La première édition est organisée en 1986, et inaugurée par Tomasz Dziubiński,, avec la participation des institutions suivantes : WPWS Spodek, Silesian Jazz Club et Heavy Metalovers Club,,. Le festival est organisé par le label discographique Metal Mind Productions, dont Dziubiński est le fondateur. La première édition de Metalmania se tient à Katowice, dans la salle de spectacle Spodek. La salle Spodek a accueilli le festival jusqu'en 1991.
En 1991, le festival se tient dans la salle de sport et de divertissement de Jastrzębie-Zdrój, en 1992 et 1999 dans la salle Baildon de Katowice, en 1993-1995 à l'OSiR de Zabrze et en 1996 au Centre culturel et sportif municipal de Jaworzno. En 1997-1998, le festival revient à « Spodek » et, depuis 2000, il se tient sans interruption à « Spodek ». Les deux premiers festivals se sont déroulés sur deux jours. La troisième édition est divisée en deux concerts en une journée.
En 2009, en raison de la rénovation du Spodek, Metalmania n'a pas lieu. Pour maintenir la tradition du festival, Metal Mind Productions organise un concert sous le nom de Metalmania Fest 2009, qui a lieu le 7 mars au club Stodoła à Varsovie. Des groupes tels qu'Exodus, Overkill et Soulfly s'y sont produits. 

## Programmations
- 1989 : Egzekuthor, Dragon, MCB, Open Fire, Arakain (Czechy), Gomor, Hammer, Astharoth, Alastor, Turbo, Protector (RFN), Sacred Chao (RFN), Coroner (Szwajcaria).

- 1990 : Destroyers, Alastor, Dragon, Acid Drinkers, Astharoth, Wolf Spider, Hammer, Turbo, Kreator, Protector.

- 1991 : Egzekuthor, Despair, Vader, Pungent Stench, Holy Moses, Dragon, Massacra, Acid Drinkers, Candlemass, Atrocity.

- 1992 : Danger Drive, Sparagmos, Acid Drinkers, Master, Demolition Hammer, Grave, Paradise Lost, Sepultura, Massacre.

- 1993 : Betrayer, Sparagmos, Kat, Valdi Moder, Therion, Messiah, Cannibal Corpse, Carcass, Death.

- 1994  : Pandemonium, Betrayer, Hazael, Quo Vadis, Magnus, Ghost, Vader, Samael, Unleashed, Cannibal Corpse, Morbid Angel.

- 1995 : Death, Unleashed, Grave, Samael, Head Like a Hole, Shihad, Corruption, Mash, Acid Drinkers, Dynamind, Quo Vadis, Hedone[7].

- 1996 : My Own Victim, Power of Expression, Stuck Mojo, Snapshot, Merauder, Rotting Christ, Moonspell, Tuff Enuff, Acid Drinkers, Manhole, Drain, Fear Factory.

- 1997 : Sundown, Alastis, Sirrah, Moonlight, The Gathering, Samael, Moonspell, Tiamat, Alpheratz, Pik, Anathema.

- 1998 : Judas Priest, Morbid Angel, Vader, The Gathering, Therion, HammerFall, Dimmu Borgir, Gorefest.

- 1999 : Samael, Vader, Grip Inc., Anathema, Turbo, Lacuna Coil, Artrosis, Tower, Christ Agony, Evemaster, Pik.

- 2000 : The Sins of Thy Beloved, Lux Occulta, Moonlight, Behemoth, Artrosis, Katatonia, Theatre of Tragedy, My Dying Bride, Tiamat, Yattering, Opeth.

- 2002 : Paradise Lost, Tiamat, Moonspell, Cannibal Corpse, Immortal, Flowing Tears, Thy Disease.

- 2003 : Samael, Saxon, Opeth, Vader, Anathema, Sweet Noise, The Exploited, Marduk, God Dethroned, Malevolent Creation, Enter Chaos, Delight, Lost Soul ; Elysium, Crionics, Dominium, Anal Stench, Misteria, StrommoussHeld, Azarath, Never, Vesania, Parricide, Demise.

- 2004 : Soulfly, Moonspell, Tiamat, Morbid Angel, TSA, Michael Schenker Group, Enslaved, Epica, Krisiun, Decapitated, Trauma, Esqarial & Kupczyk ; Neolith, Centurion, Luna Ad Noctum, Immemorial, Chainsaw, Tenebrosus, Hedfirst, Shadows Land, Devilyn, Atrophia Red Sun, Asgaard, Bright Ophidia, Spinal Cord.

- 2005 : Cradle of Filth, Apocalyptica, Turbo, Napalm Death, Arcturus, Pain, The Haunted, Dark Funeral, Katatonia, Amon Amarth, Dies Irae, Darzamat, ANJ ; Valinor, Dead By Dawn, Naumachia, Abused Majesty, Mess Age, Supreme Lord, Pyorrhoea, Quo vadis, Hell-Born, Hedfirst, Hermh, Thunderbolt.

- 2006 : Therion, Anathema, Moonspell, Nevermore, U.D.O., Acid Drinkers, Unleashed, 1349, Hunter, Soilwork, Hieronymus Bosh, Caliban, Vesania, Evergrey ; Belphegor, The Old Dead Tree, Beseech, Centinex, Antigama, The No-Mads, Misanthrope, Corruption, Suidakra, Totem, Shadows Land, Archeon.

- 2007 : Sepultura, Paradise Lost, Testament, My Dying Bride, Blaze Bayley, Entombed, Jørn Lande, Korpiklaani, Crystal Abyss, Zyklon, Darzamat, Vital Remains, Benediction, Anata, Forever Will Burn, Root, Týr, Wu-Hae, Horrorscope, Deivos, Ciryam, Carnal, Sphere, Witchking, Wrust.

- 2008 : Overkill, Megadeth, The Dillinger Escape Plan, Satyricon, Vader, Immolation, Artillery, Flotsam and Jetsam, Marduk, Primordial, Inside You, Poison the Well, Stolen Babies, Evile, October File, Mortal Sin, Drone, Demonical, Non Divine, Izegrim, Wrust, Pandemonium, Carrion.

- 2009  : le festival n'a pas lieu. L'événement est remplacé par un concert à Varsovie intitulé. Metalmania Fest 2009[6].

- 2017 « Spodek », Katowice, 22 avril)[8],[9],[10] : Vader, Sodom, Animations, Tygers of Pan Tang, Sinister, Arcturus, Furia, Entombed A.D., Coroner, Moonspell, Samael[8],[9],[10] ; Impaled Nazarene, Stillborn, Infernal War, Obscure Sphinx, CETI, Entropia, Mentor, Thermit, In Twilight's Embrace, Mord'A'Stigmata, THAW[8],[9],[10].

### 2018
- 2018 : Wolf Spider, Insammer, Xentrix, Skyclad, Dead Congregation, Mekong Delta, Kat & Roman Kostrzewski, Deströyer 666, Asphyx, Emperor, Napalm Death, Blaze of Perdition ; Ketha, Roadhog, Minetaur, Shodan, Inverted Mind, Kult Mogił, Terrordome, Alastor, Viscera///, Voidhanger, Ragehammer, Anima Damnata[11].